# Omar Sahnoun
Omar Sahnoun (Guerrouma, 18 agosto 1955 – Bordeaux, 21 maggio 1980) è stato un calciatore francese con cittadinanza algerina, di ruolo centrocampista.

## Biografia
Nel 1972, a 17 anni, fece il suo debutto professionale nel Nantes FC, con Jean Vincent. Fece il suo debutto in Nazionale il 23 febbraio 1977 in un'amichevole con la Germania Ovest, a Parigi. Vinse due volte il campionato francese ed una volta la coppa di Francia.
Il 21 maggio 1980 morì a causa di un attacco cardiaco durante un allenamento. Suo figlio Nicolas Sahnoun fu anche lui un calciatore di ruolo centrocampista e come il genitore giocò per il Bordeaux durante la sua carriera professionistica.

## Palmarès

### Club

#### Competizioni nazionali
- Campionato francese: 2

Nantes: 1972-1973, 1976-1977
- Coppa di Francia: 1

Nantes: 1978-1979

#### Competizioni internazionali
- Coppa delle Alpi: 1

Bordeaux: 1980